# Metazygia goeldii
Metazygia goeldii là một loài nhện trong họ Araneidae.
Loài này thuộc chi Metazygia. Metazygia goeldii được Herbert Walter Levi miêu tả năm 1995.